# Oxford (Carolina del Nord)
Oxford és una població dels Estats Units i seu del comtat de Granville a l'estat de Carolina del Nord. Segons el cens del 2000 tenia 8.338 habitants.

## Demografia
Segons el cens del 2000, Oxford tenia 8.338 habitants, 3.188 habitatges i 2.088 famílies. La densitat de població era de 718,6 habitants per km².
Dels 3.188 habitatges en un 27,8% hi vivien nens de menys de 18 anys, en un 39,6% hi vivien parelles casades, en un 22,1% dones solteres, i en un 34,5% no eren unitats familiars. En el 31,6% dels habitatges hi vivien persones soles el 14,8% de les quals corresponia a persones de 65 anys o més que vivien soles. El nombre mitjà de persones vivint en cada habitatge era de 2,45 i el nombre mitjà de persones que vivien en cada família era de 3,05.
Per edats la població es repartia de la següent manera: un 25,9% tenia menys de 18 anys, un 7,3% entre 18 i 24, un 25,7% entre 25 i 44, un 22,2% de 45 a 60 i un 18,9% 65 anys o més.
L'edat mediana era de 38 anys. Per cada 100 dones de 18 o més anys hi havia 74,6 homes.
La renda mediana per habitatge era de 30.707 $ i la renda mediana per família de 39.131 $. Els homes tenien una renda mediana de 28.912 $ mentre que les dones 23.703 $. La renda per capita de la població era de 16.696 $. Entorn del 17% de les famílies i el 21,3% de la població estaven per davall del llindar de pobresa.

## Poblacions més properes
El següent diagrama mostra les poblacions més properes.